# Serielizados Fest
Serielizados Fest és el Festival Internacional de Sèries de Barcelona, amb seu a Barcelona des del Febrer de 2014. Està organitzat per la revista online Serielizados.
El Festival consisteix en la projecció de sèries internacionals i nacionals, i s'ha fet conegut per convidar guionistes internacionals com David Simon, Dan Harmon o Vince Gilligan.
Al 2019 tindrà per primera vegada una edició a Madrid en simultani amb Barcelona.